# Mario Corso
Mario Corso (Verona, 25 de agosto de 1941 - 20 de junio de 2020) fue un futbolista y director técnico italiano. Se desempeñaba en la posición de centrocampista.
Falleció a los setenta y ocho años el 20 de junio de 2020.

## Selección nacional
Fue internacional con la selección de fútbol de Italia en 23 ocasiones y marcó 4 goles. Debutó el 24 de mayo de 1961, en un encuentro ante la selección de la Inglaterra que finalizó con marcador de 3-2 a favor de los ingleses.

## Clubes

### Como futbolista
| Club           | País   | Año         |
| -------------- | ------ | ----------- |
| Inter de Milán | Italia | 1957 - 1973 |
| Génova F. C.   | Italia | 1973 - 1975 |

### Como entrenador
| Club            | País   | Año         |
| --------------- | ------ | ----------- |
| U. S. Lecce     | Italia | 1982 - 1983 |
| F. C. Catanzaro | Italia | 1983 - 1984 |
| Inter de Milán  | Italia | 1985 - 1986 |
| A. C. Mantova   | Italia | 1987 - 1989 |
| Barletta Calcio | Italia | 1989 - 1990 |

## Palmarés

### Como futbolista

#### Campeonatos nacionales
| Título  | Club           | País   | Año     |
| ------- | -------------- | ------ | ------- |
| Serie A | Inter de Milán | Italia | 1962-63 |
| Serie A | Inter de Milán | Italia | 1964-65 |
| Serie A | Inter de Milán | Italia | 1965-66 |
| Serie A | Inter de Milán | Italia | 1970-71 |

#### Copas internacionales
| Título                | Club           | País   | Año     |
| --------------------- | -------------- | ------ | ------- |
| Liga de Campeones     | Inter de Milán | Italia | 1963-64 |
| Copa Intercontinental | Inter de Milán | Italia | 1964    |
| Liga de Campeones     | Inter de Milán | Italia | 1964-65 |
| Copa Intercontinental | Inter de Milán | Italia | 1965    |

### Como entrenador

#### Campeonatos nacionales
| Título   | Club          | País   | Año     |
| -------- | ------------- | ------ | ------- |
| Serie C2 | A. C. Mantova | Italia | 1987-88 |